# شث ثنائي الفصوص
شث ثنائي الفصوص (الاسم العلمي:Dodonaea biloba) هو نوع من النباتات يتبع جنس الشث من الفصيلة الصابونية.